# Monika Bütler
Monika Bütler (* 9. Oktober  1961 in Brugg) ist eine Schweizer Ökonomin. Sie war Direktorin des Schweizerischen Instituts für Empirische Wirtschaftsforschung (SEW) an der Universität St. Gallen und ist seit ihrem Rücktritt dort Honorarprofessorin für Wirtschaftspolitik. Sie ist Mitglied des Bankrats der Schweizerischen Nationalbank (SNB) sowie Verwaltungsrätin bei Huber+Suhner, der Schindler Holding und Swiss Life. Sie wurde zu den zehn einflussreichsten Ökonomen der Schweiz gezählt.

## Leben

### Ausbildung
Monika Bütler studierte zunächst Mathematik und Physik an den Universitäten Zürich und Bern. Nach dem zweiten Vordiplom unterbrach sie das Studium, um am Lawineninstitut in Davos und bei der Swissair Erfahrung in der Praxis zu sammeln. Nach dem Diplom in Mathematik und Physik machte sie ein Zweitstudium in Volkswirtschaftslehre an der HSG, weil sie sich «stärker gesellschaftspolitisch engagieren und etwas bewegen wollte».

### Karriere
Monika Bütler war von 1995 bis 1996 als Stipendiatin des Schweizerischen Nationalfonds (SNF) an der Federal Reserve Bank of Richmond und Gastprofessorin an der University of Virginia. Sie arbeitete von 1997 bis 2001 als Assistenzprofessorin an der Universität Tilburg wie auch von 1999 bis 2001 an der Université de Lausanne, danach lehrte sie dort bis 2004 als ordentliche Professorin. Von 2004 bis 2021 war sie ordentliche Professorin für Volkswirtschaftslehre an der Universität St. Gallen, von 2009 bis 2013 als Dekanin der School of Economics and Political Science (SEPS) sowie 2020 bis 2021 als Prorektorin für Institute & Weiterbildung. Sie war Gastprofessorin an der University of New South Wales in Sydney und an der University of Auckland.
Bis Ende Januar 2021 war sie Vizepräsident der Swiss National COVID-19 Science Task Force.

### Privatleben
Sie ist verheiratet und lebt mit ihrem Mann und den beiden Söhnen in Zürich.

## Werk und Auszeichnungen
Bütler beschäftigt sich mit den Themen Alterung der Gesellschaft und Demografie. Die Bereiche Sozialversicherungen, Arbeitsmarkt sowie politökonomische Fragestellungen sind Hauptgegenstand ihrer empirischen Forschung. Sie ist mit ihrem Ehemann Urs Birchler, Bankenprofessor von der Universität Zürich, und Marius Brülhart von der Universität Lausanne Herausgeberin des Blogs batz.ch.
Bütler erhielt im November 2018 das Ehrendoktorat der Universität Luzern für ihre international anerkannten Arbeiten im Bereich der Wirtschafts- und Sozialpolitik sowie als Vordenkerin in den Themenbereichen Demografie und Alterung.
2023 erhielt sie den Freiheitspreis der Bonny-Stiftung für ihren klugen, kreativen und wenn nötig unbequemen, aber gleichwohl pragmatischen Einsatz für die liberale Marktwirtschaft.